# Can Vidal (Vilobí d'Onyar)
Can Vidal és una masia del municipi de Vilobí d'Onyar (Selva). Es tracta d'un casal aïllat situat en el nucli urbà de Vilobí voltat per un petit jardí tancat amb mur de pedra i reixa, dins d'un segon tancat molt més gran. És una construcció força austera, típica dels anys vint, de planta rectangular, tres pisos i coberta de dos vessants amb caiguda a la façana. Aquesta casa fou feta construir per Ramon Hereu el 1925. Forma part de l'Inventari del Patrimoni Arquitectònic de Catalunya.

## Descripció
La façana principal, l'única que rep un tractament ornamental, presenta a la planta baixa un portal rectangular central i una finestra per banda amb reixa de ferro forjat treballada. El primer pis mostra una porta amb balcó de barana de ferro forjat de línies corbes del mateix estil que les reixes de les finestres de la planta inferior i una finestra per banda. Al pis superior hi ha tres finestres rectangulars més petites. Totes les obertures estan decorades amb una falsa llinda en relleu. El parament és arrebossat llis amb un fris motllurat que divideix els diferents pisos i els angles es ressalten amb carreus simulats. A costat i costat, hi ha dos cossos de planta baixa coberts amb dues terrasses. La del costat dret té una barana de ceràmica i pedra de motius geomètrics, i la de l'esquerra és de ferro.